# Il diario di Carrie
Il diario di Carrie è un romanzo per giovani adulti della scrittrice americana Candace Bushnell. Il libro è un prequel del romanzo del 1997 Sex and the City scritto dalla Bushnell e segue il personaggio di Carrie Bradshaw durante il suo ultimo anno di liceo nei primi anni '80 e parte della sua vita a New York lavorando come scrittrice. Il Los Angeles Times lo ha descritto come "una storia originale, geniale ed avvincente."

## Trama

### Principesse di un altro pianeta
Per Carrie e i suoi amici comincia l'ultimo anno di liceo alla Castlebury High School. Appena giunta a scuola Carrie scopre che quest'anno nella scuola ci sarà un nuovo studente, Sebastian Kydd, ragazzo con la fama di essere un ribelle espulso l'anno precedente da un liceo privato per aver spacciato droga. Carrie e Sebastian si erano precedentemente conosciuti quando erano bambini e la ragazza si era subito innamorata di lui.

### Lezioni di calcolo
Durante una noiosa lezione di matematica, entra in classe Sebastian Kydd e Carrie si distrae ad osservarlo. A mensa Carrie informa Walt che Sebastian Kydd frequenta il suo stesso corso di calcolo. Il ragazzo appare però seccato a sentire anche lei, come tutte le ragazze della scuola inclusa la sua fidanzata Maggie, parlare in continuazione di Sebastian Kydd.
Il Topo e Maggie li raggiungono al loro tavolo e Maggie li informa di essere stata richiamata dalla preside per il suo maglione troppo sexy, poi scoppia in lacrime e fugge a nascondersi nel bagno delle ragazze. Alzatasi per andare dall'amica, Carrie si scontra con Sebastian, il quale poi la invita a pranzare con lui in un locale vicino alla scuola. Salutato il ragazzo Carrie si reca nel bagno delle ragazze per confortare Maggie. Improvvisamente nel bagno entrano le due cheerleaders Jen S e Jen P che si mettono a parlare di Sebastian.
Più tardi, in biblioteca, il Topo cerca di convincere Carrie che lei dovrebbe uscire con Sebastian e comunica all'amica di essersi fidanzata con un certo Danny e di aver perso con lui la verginità.

### Doppio fallo
Carrie, ancora sconvolta dall'aver appreso che il Topo fa sesso, si intrattiene a chiacchierare con Maggie. A loro si unisce Peter Arnold, direttore della Noce moscata,  il giornale scolastico, il quale sentito dire da Carrie che il giornale è penoso le propone di scrivere per loro. Carrie si reca poi all'allenamento di nuoto dove Lali Kandesie, una sua amica, è disperata perché suo padre non vuole pagarle il college. 

### Il grande amore
Tornata a casa Carrie trova un ragazzino, Paulie Martin, correre per il giardino inseguito da suo padre. Più tardi la ragazza rimprovera la sorella Dorrit di frequentare un ragazzo contro il volere del padre. In soggiorno Carrie trova il padre disperato perché non sa come comportarsi con Dorrit. Dopo una chiacchierata con lui sull'amore, la ragazza torna in camera propria dove tira fuori da un cassetto un racconto che aveva scritto quando aveva tredici anni e le capita di ripensare a quell'estate trascorsa ad ammirare il bello e coraggioso Sebastian. Carrie capisce che è lui il grande amore della sua vita.

## Personaggi
- Carrie Bradshaw: Protagonista del romanzo, è un'aspirante scrittrice che sogna di trasferirsi a New York City.
- Sebastian Kydd: Il bello e misterioso nuovo ragazzo della scuola. È l'interesse amoroso di Carrie.
- Donna LaDonna: La ragazza più popolare della scuola ed aspirante modella. Viene seguita dalle sue due serve, le Jens.
- Lali Kandesie: La migliore amica d'infanzia di Carrie che in seguito diventerà la sua "frenemy".
- Maggie Stevenson: Una delle migliori amiche di Carrie ed ex fidanzata di Walt.
- Roberta "Il Topo" Castells: Una delle migliori amiche di Carrie. È la ragazza più intelligente della scuola.
- Walt: Uno dei migliori amici di Carrie. Era il fidanzato di Maggie prima di scoprire di essere gay.
- Peter Arnold: Uno dei fidanzati di Maggie, descritto da Carrie come "il secondo più intelligente della nostra classe e una specie di idiota". È il caporedattore del giornale scolastico, La noce moscata, su cui Carrie in seguito scriverà.
- George Carter: Affasciante corteggiatore di Carrie di New York City e  studente della Brown University.
- Dorrit Bradshaw: Giovane e ribelle sorella di Carrie
- Missy Bradshaw: Sorella di Carrie

## Accoglienza
Il diario di Carrie ha ricevuto recensioni generalmente favorevoli. Joel Ryan del Los Angeles Times ha dato al romanzo una recensione positiva, definendola "una storia di origine geniale e avvincente", mentre afferma che la genialità del libro è che "il sesso è davvero fuori luogo." Anche Sabrina Rojas Weiss dell'Hollywood Crush di MTV gli ha dato una recensione positiva, affermando: "Tutta quella trama è grandiosa e ti tiene incollato alla pagina fino alla fine, ma quello che ti rimane in seguito sono le riflessioni interne di Carrie." Meeta Agrawal di Entertainment Weekly ha valutato il libro A- e ha scritto: "Sarebbe stato facile scrivere una storia sulla crescita di Carrie Bradshaw che prefigura a priori tutto ciò che i fan della serie conosceranno. Ma Bushnell inchioda qualcosa di più difficile: raccontare un altro capitolo della storia di un personaggio caro che sta in piedi da solo."

## Sequel
Le vicende della giovane Carrie continuano nel romanzo Summer and the City, scritto dall'autrice nel 2011.

## Citazioni
Essendo il romanzo ambientato negli anni '80 esso è pieno di citazioni di quegli anni:
- Nel primo capitolo Carrie cita l'attore e cantante Leif Garrett, i libri La valle delle bambole di Jacqueline Susann, Manuale diagnostico e statistico dei disturbi mentali e Parliamo di me? di Mary Gordon Howard.

## Adattamento televisivo
Nel settembre 2011, è stato annunciato ufficialmente che The CW stava progettando una serie televisiva come prequel della serie originale, basata su Il diario di Carrie. Il progetto è stato sviluppato dai produttori di Gossip Girl Josh Schwartz e Stephanie Savage. L'ex sceneggiatrice di Sex and the City, Amy B. Harris, è stata incaricata dell'adattamento. Il 18 gennaio 2012, la rete CW ordinò un episodio pilota di The Carrie Diaries. Il progetto è stato diretto dai produttori esecutivi Josh Schwartz, Stephanie Savage, Len Goldstein e Bushnell.
Il 15 febbraio 2012, il primo ruolo della serie è stato assegnato quando Stefania Owen è stata scelta per la parte della sorella quattordicenne di Carrie Bradshaw, Dorrit. Il 27 febbraio 2012 è stato annunciato che AnnaSophia Robb aveva ottenuto il ruolo della giovane Carrie.
La serie è stata formalmente ritirata da The CW l'11 maggio 2012 ed è stata trasmessa per la prima volta il 14 gennaio 2013. Venne rinnovata per una seconda stagione il 9 maggio 2013. La serie è stata poi cancellata l'8 maggio 2014.